# Arcyptera
Genre
Arcyptera est un genre d'insectes orthoptères de la famille des Acrididae.

## Distribution
Les espèces de ce genre se rencontrent en Asie, en Europe et au Maroc.

## Liste des espèces
Selon Orthoptera Species File (31 octobre 2018) :
- sous-genre Arcyptera Serville, 1838
  - Arcyptera albogeniculata Ikonnikov, 1911
  - Arcyptera coreana Shiraki, 1930
  - Arcyptera ecarinata Sjöstedt, 1933
  - Arcyptera flavivittata Yin & Mo, 2009
  - Arcyptera fusca (Pallas, 1773)
  - Arcyptera orientalis Storozhenko, 1988
  - Arcyptera tornosi Bolívar, 1884
- sous-genre Pararcyptera Tarbinsky, 1930
  - Arcyptera alzonai Capra, 1938
  - Arcyptera brevipennis (Brunner von Wattenwyl, 1861)
  - Arcyptera kheili Azam, 1900
  - Arcyptera labiata (Brullé, 1832)
  - Arcyptera mariae Navás, 1908
  - Arcyptera maroccana Werner, 1931
  - Arcyptera meridionalis Ikonnikov, 1911
  - Arcyptera microptera (Fischer von Waldheim, 1833)

## Publication originale
- Serville, 1838 : Histoire naturelle des insectes. Orthoptères. Paris, Roret, p. 1-776 (texte intégral).